# Cabassous unicinctus
El Cabassous unicinctus, llamado comúnmente armadillo de cola desnuda meridional o cabasú de orejas largas, es una especie pequeña de mamífero cingulado de la familia Chlamyphoridae propio de Sudamérica. Se encuentra en Colombia, Ecuador, Venezuela, Perú, Bolivia, Surinam, Guyana, Guayana Francesa y Brasil.
Es un animal terrestre, solitario y  nocturno, vive en numerosos hábitats del bosque tropical hasta las praderas. Al igual que muchos otros armadillos, es insectívoro, alimentándose de hormigas y termitas. Excava madrigueras cuya entrada es de unos 16 cm de diámetro; las mismas son utilizadas solo por una noche y luego las abandona.

## Subespecies
- Cabassous unicinctus squamicaudis Lund, 1845
- Cabassous unicinctus unicinctus Linnaeus, 1758